# Anilocra partiti
Anilocra partiti är en kräftdjursart som beskrevs av Williams 1981. Anilocra partiti ingår i släktet Anilocra och familjen Cymothoidae. Inga underarter finns listade i Catalogue of Life.